# Mataram
Mataram è una città (kota) dell'Indonesia situata nell'isola di Lombok, nella provincia di Nusa Tenggara Occidentale.